# Jenner (Familienname)
Jenner ist der Familienname folgender Personen:
- Alexander Jenner (* 1929), österreichischer Pianist
- Anton Detlev Jenner (um 1690–1732), deutscher Bildhauer
- Barry Jenner (1941–2016), US-amerikanischer Schauspieler
- Blake Jenner (* 1992), US-amerikanischer Sänger und Schauspieler
- Boone Jenner (* 1993), kanadischer Eishockeyspieler
- Brianne Jenner (* 1991), kanadische Eishockeyspielerin
- Brody Jenner (* 1983), US-amerikanischer Reality-TV-Darsteller und Model
- Caitlyn Jenner (Bruce Jenner; * 1949), US-amerikanische Leichtathletin und TV-Persönlichkeit
- Eduard von Jenner (1830–1917), Schweizer Unternehmer und Altertumsforscher
- Edward Jenner (1749–1823), englischer Landarzt, Pionier der Pockenimpfung
- Franz Ludwig Jenner (1725–1804), Schweizer Politiker
- Friedrich Jenner (1863–1928), deutscher Architekt, Stadtbaurat und Senator
- Gero Jenner (* 1942), deutsch-österreichischer Linguist, Wirtschaftsanalytiker und Philosoph
- Gottlieb Jenner (1696–1774), Schweizer Jurist und Politiker
- Gottlieb Abraham von Jenner (1765–1834), Schweizer Staatsmann
- Gustav Jenner (1865–1920), deutscher Komponist und Dirigent
- Hans Jenner (1882–1954), preußischer Politiker und Landrat
- Ivar Jenner (* 2004), niederländisch-indonesischer Fußballspieler
- Julian Jenner (* 1984), niederländischer Fußballspieler
- Julie von Jenner (1787–1860), Schweizer Wohltäterin
- Kendall Jenner (* 1995), US-amerikanische Reality-TV-Teilnehmerin und Model
- Kris Jenner (* 1955), US-amerikanische Fernsehpersönlichkeit
- Kylie Jenner (* 1997), US-amerikanische Reality-TV-Teilnehmerin und Model
- Lea Toran Jenner (* 1992), deutsch-spanische Artistin
- Linda Jenner (* 1950), US-amerikanische Liedtexterin und Schauspielerin, siehe Linda Thompson (Schauspielerin)
- Matthias Jenner (1631–1691), Tiroler Geistlicher, Gewerker und Klostergründer von Kloster Säben
- Michelle Jenner (* 1986), spanische Schauspielerin
- Otmar Jenner (* 1958), deutscher Heiler, Journalist, Schriftsteller und Musiker
- Peter Jenner (* 1943), britischer Musikproduzent
- Philipp Gottfried Jenner (1724–1773), deutscher Bildhauer in Potsdam
- Samuel Jenner (1653–1720), Schweizer Architekt
- Samuel Jenner (von Utzigen) (1624–1699), bernische Magistratsperson, Herr zu Utzigen
- Terry Jenner (* 1944), australischer Cricketspieler
- W. J. F. Jenner (* 1940), englischer Sinologe
- William Jenner (1815–1898), britischer Neurologe und Arzt
- William E. Jenner (1908–1985), US-amerikanischer Politiker